# Campus Klarenthal
Der Campus Klarenthal ist eine reformpädagogische Gesamtschule mit gymnasialer Oberstufe im Wiesbadener Stadtteil Klarenthal.

## Geschichte
Der Campus Klarenthal geht maßgeblich auf die Reformpädagogin Enja Riegel zurück, die zuvor als Schulleiterin die staatliche Helene-Lange-Schule in Wiesbaden leitete. Sie strebte nach ihrer Pensionierung an, ihr reformpädagogisches Konzept in Form einer Privatschule konsequent führen zu wollen. Sie konnte Rainer Völkel, Leiter des Wiesbadener Sozialamts und Schulleiter der privaten Montessori-Grundschule in Wiesbaden, der schon länger nach einem passenden Grundstück zur Expansion der Schule suchte, als Mitstreiter gewinnen. Als Schulgelände bot sich das Grundstück der zuvor aufgegebenen Garten- und Landschaftsakademie des Landes Hessen in Alt-Klarenthal an, das weitläufig ist und über viel Grün verfügt. Die Finanzierung der Privatschule war jedoch bis zuletzt unklar, sodass das Schulprojekt letztlich zu scheitern drohte, bis schließlich der Evangelische Verein für Innere Mission in Nassau (EVIM) als Finanzierungsgeber einsprang.
Der Schulbetrieb begann mit dem Schuljahr 2008/2009.

## Besonderheiten
Die Schule besteht aus einem Kinderhaus, in dem Säuglinge und Kleinkinder nach dem Montessori-Prinzip betreut werden, eine Montessori-Grundschule, einer integrierten Gesamtschule von Klasse 5 bis 10 sowie einer gymnasialen Oberstufe, die auch ohne vorherigen Besuch der Gesamtschule absolviert werden kann.
Die Schule ist eine gebundene Ganztagsschule – die Kernunterrichtszeit liegt von 8:30 bis 16:15, wobei die Schüler bereits ab 7:30 in der Schule erscheinen können. An das Ende der Kernunterrichtszeit schließen sich freiwillige AGs und eine Betreuung bis 18:00 an. Die Schule vergibt keine Hausaufgaben.
Die Schüler lernen selbständig in kleinen Lerngruppen, wobei der Lernerfolg von den Lehrern wöchentlich kontrolliert wird. Das Ziel ist, dass sich die Schüler ihre Lernziele selbständig organisieren und planen. Mehrwöchige Projektwochen gehören zum Konzept und erlauben fächerübergreifendes Studieren.
Fremdsprachen sind Englisch ab der 5. Klasse sowie Französisch oder Spanisch ab der 7. Klasse. In den Fremdsprachen werden optional Sprach-Intensivkurse in den Schulferien angeboten, die von Muttersprachlern der jeweiligen Sprache geleitet werden. Die Klassenfahrten finden teilweise als Sprachfahrten statt, bei denen der Umgang mit der Fremdsprache im Vordergrund steht, dazu werden die Schüler teilweise in entsprechenden Gastfamilien untergebracht.
Die Mahlzeiten Frühstück, Mittag- und Abendessen werden gemeinsam eingenommen, die Teilnahme ist für alle Schüler verpflichtend. Es wird eine ausgewogene Ernährung mit viel Obst und Gemüse angeboten. Die Schüler übernehmen dabei abwechselnd auch den Tischdienst.
Die Schule hat einen eigenen Pferdestall, im Rahmen des Faches Arbeitslehre wird der Umgang mit den Tieren erlernt.